# Oenothera kunthiana
Oenothera kunthiana är en dunörtsväxtart som först beskrevs av Édouard Spach, och fick sitt nu gällande namn av Philip Alexander Munz. Oenothera kunthiana ingår i släktet nattljussläktet, och familjen dunörtsväxter. Inga underarter finns listade i Catalogue of Life.

## Bildgalleri

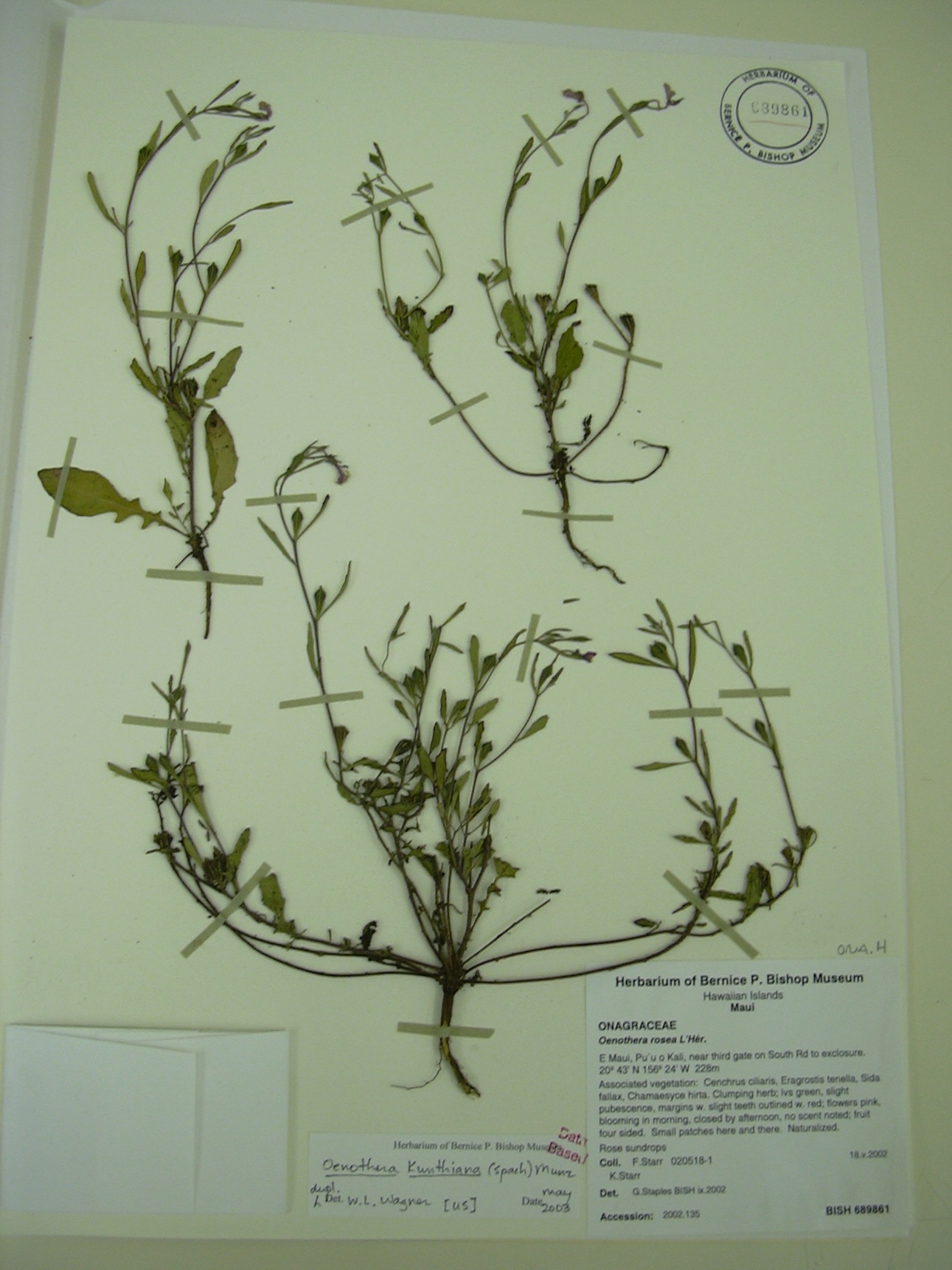
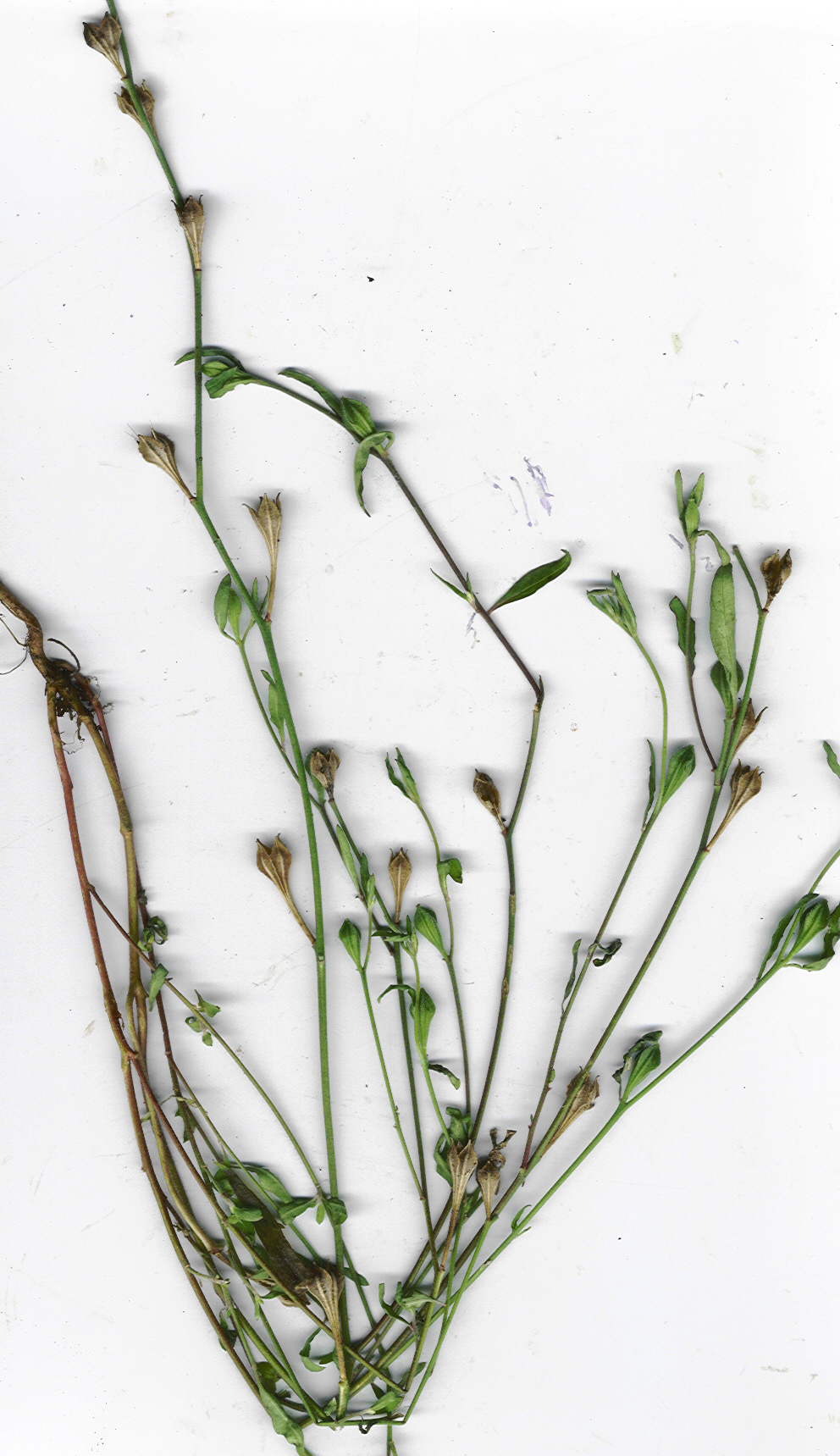
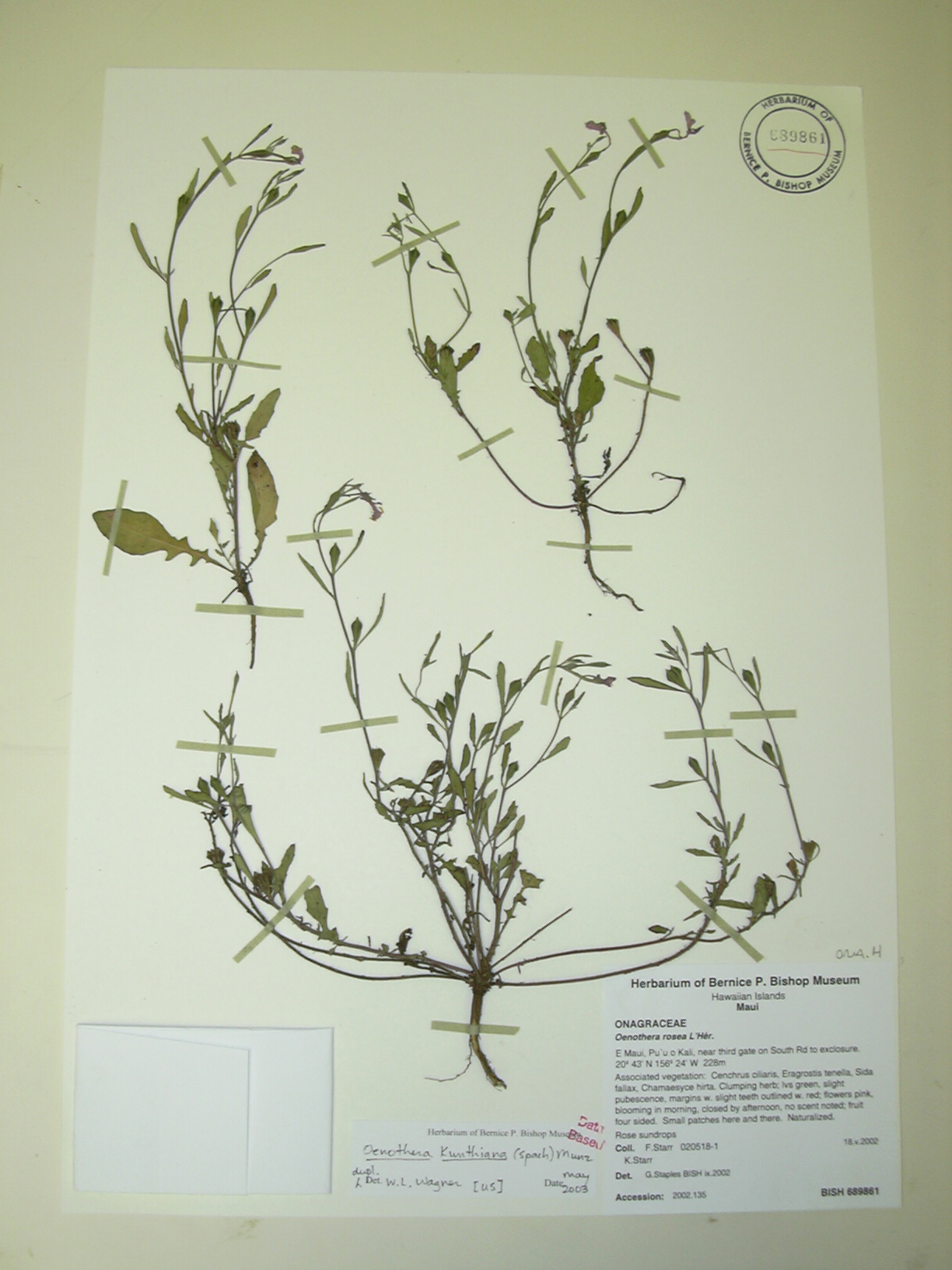